# Dicranomyia euphileta
Dicranomyia euphileta är en tvåvingeart som först beskrevs av Alexander 1924.  Dicranomyia euphileta ingår i släktet Dicranomyia och familjen småharkrankar. Inga underarter finns listade i Catalogue of Life.